# Villaines-sous-Malicorne
Villaines-sous-Malicorne är en kommun i departementet Sarthe i regionen Pays de la Loire i nordvästra Frankrike. Kommunen ligger i kantonen Malicorne-sur-Sarthe som tillhör arrondissementet La Flèche. År 2022 hade Villaines-sous-Malicorne 1 035 invånare.

## Befolkningsutveckling
Antalet invånare i kommunen Villaines-sous-Malicorne
| Referens: INSEE |